# لي جينيبي
لي جينيبي (بالإنجليزية: Le Génépi)‏ هو أحد جبال سلسلة كتلة مونت بلاك وجزء من القمة الأم مون بلون يقع في كانتون فاليز، سويسرا. يبلغ ارتفاع الجبل حوالي 2884 متر، بينما يبلغ ارتفاع نتوء الجبل 219 متر.